# ۷۸۱ (میلادی)
۷۸۱ (میلادی) هفتصد و هشتاد و یکمین سال تقویم میلادی است.

## درگذشتگان
‎